# Gouvernement Brnabić III
Pour les articles homonymes, voir Gouvernement Brnabić.
République de Serbie
Brnabić II Vučević
Le gouvernement Brnabić III (en serbe cyrillique : Трећа влада Ане Брнабић, en serbe latin : Treća Vlada Ane Brnabić) est le dix-septième gouvernement de la république de Serbie depuis le 26 octobre 2022, sous la XIIIe législature de l'Assemblée nationale.
Il est dirigé par la conservatrice Ana Brnabić, vainqueure à la majorité relative des élections législatives d'avril 2022, et repose sur une coalition entre le Parti progressiste et le Parti socialiste. Il succède au gouvernement Brnabić II.

## Historique du mandat
Ce gouvernement est dirigé par la présidente du gouvernement sortante Ana Brnabić. Il est constitué et soutenu par une coalition entre le Parti progressiste serbe (SNS) et le Parti socialiste de Serbie (SPS). Ensemble, ils disposent de 153 députés sur 250, soit 61,2 % des sièges de l'Assemblée nationale.
Il est formé à la suite des élections législatives anticipées du 4 avril 2022, organisées concomitamment à l'élection présidentielle. 
Il succède donc au gouvernement Brnabić II, constitué en octobre 2020 et reposant sur une alliance identique.

### Formation
Ana Brnabić est proposée le 27 août 2022 pour la troisième fois consécutive par le président Aleksandar Vučić pour prendre la direction de l'exécutif serbe. Sa désignation intervient cinq mois après la victoire du Parti progressiste aux élections législatives anticipées, dont la publication des résultats définitifs avait été retardée par des irrégularités dans un bureau de vote,.
Elle a ainsi été préférée à Miloš Vučević et Siniša Mali (sr), dont Vučić annonce qu'ils seront vice-présidents du gouvernement dans la future équipe ministérielle. La publication de la composition du nouveau cabinet est attendue pour la fin du mois de septembre, selon Vučević. Deux jours après sa désignation, Ana Brnabić affirme à la télévision publique qu'Ivica Dačić comptera également parmi ses vice-présidents, confirmant ainsi la reconduction de la coalition entre le Parti progressiste et le Parti socialiste.
C'est finalement le 23 octobre, à l'issue d'une réunion du bureau du Parti progressiste et environ six mois après la tenue des élections législatives, que le président de la République présente la liste des ministres, indiquant que la direction du SNS a « accepté la proposition formulée par Ana Brnabić ». L'équipe gouvernementale reçoit la confiance de l'Assemblée nationale trois jours plus tard, par 157 voix pour et 68 contre, 25 députés n'étant pas présents au moment du vote. L'assermentation de la présidente du gouvernement et ses ministres a lieu juste après leur investiture.

## Composition
- Par rapport au gouvernement Brnabić II, les nouveaux ministres sont indiqués en gras et ceux ayant changé d'attribution le sont en italique.

| Poste                                                                              | Titulaire | Titulaire                         | Parti |
| ---------------------------------------------------------------------------------- | --------- | --------------------------------- | ----- |
| Président du gouvernement                                                          |           | Ana Brnabić (jusqu'au 20/03/2024) | SNS   |
| Président du gouvernement                                                          |           | Ivica Dačić (intérim)             | SPS   |
| Premier vice-président du gouvernement Ministre des Affaires étrangères            |           | Ivica Dačić                       | SPS   |
| Vice-président du gouvernement Ministre de la Défense                              |           | Miloš Vučević                     | SNS   |
| Vice-président du gouvernement Ministre des Finances                               |           | Siniša Mali                       | SNS   |
| Ministre du Commerce intérieur et extérieur                                        |           | Tomislav Momirović                | SNS   |
| Ministre de l'Économie                                                             |           | Rade Basta                        | JS    |
| Ministre de l'Agriculture, des Forêts et des Eaux                                  |           | Jelena Tanasković                 | SNS   |
| Ministre de l'Environnement                                                        |           | Irena Vujović                     | SNS   |
| Ministre des Travaux publics, des Transports et des Infrastructures                |           | Goran Vesić                       | SNS   |
| Ministre des Mines et de l'Énergie                                                 |           | Dubravka Đedović Handanović       | Sans  |
| Ministre de la Justice                                                             |           | Maja Popović                      | Sans  |
| Ministre des Administrations publiques et des Collectivités territoriales          |           | Aleksandar Martinović             | SNS   |
| Ministre des Droits des minorités, des Droits civils et du Dialogue social         |           | Tomislav Žigmanov                 | DSHV  |
| Ministre de l'Intérieur                                                            |           | Bratislav Gašić                   | SNS   |
| Ministre de l'Intégration européenne                                               |           | Tanja Miščević                    | Sans  |
| Ministre de l'Éducation                                                            |           | Branko Ružić                      | SPS   |
| Ministre de la Science, de l'Innovation et du Développement technologique          |           | Jelena Begović                    | SNS   |
| Ministre de la Santé                                                               |           | Danica Grujičić                   | SNS   |
| Ministre du Travail, de l'Emploi, des Anciens combattants et des Affaires sociales |           | Nikola Selaković                  | SNS   |
| Ministre de la Famille et de la Démographie                                        |           | Darija Kisić Tepavčević           | SNS   |
| Ministre du Tourisme et de la Jeunesse                                             |           | Husein Memić                      | SDPS  |
| Ministre des Sports                                                                |           | Zoran Gajić                       | Sans  |
| Ministre de la Culture                                                             |           | Maja Gojković                     | SNS   |
| Ministre de la Ruralité                                                            |           | Milan Krkobabić                   | PUPS  |
| Ministre de l'Information et des Télécommunications                                |           | Mihailo Jovanović                 | Sans  |
| Ministre des Investissements publics                                               |           | Marko Blagojević                  | Sans  |